# Pic Mawson
Pour les articles homonymes, voir Mawson.
Le pic Mawson, en anglais Mawson Peak, est un volcan d'Australie situé sur l'île Heard, dans le territoire extérieur des îles Heard-et-MacDonald situé dans le Sud de l'océan Indien. Culminant à 2 745 mètres d'altitude, il est le point culminant du territoire australien devant le mont Kosciuszko qui s'élève à 2 228 mètres d'altitude.

## Géographie
Le pic Mawson est situé dans le massif volcanique de Big Ben qui occupe le centre de l'île Heard, la plus grande île du territoire extérieur australien des îles Heard-et-MacDonald situé dans le sud de l'océan Indien. Avec 2 745 mètres d'altitude, il est à la fois le point culminant de l'île, du territoire des îles Heard-et-MacDonald et de l'Australie devant le mont Kosciuszko qui s'élève à 2 228 mètres d'altitude.
Le pic Mawson se présente sous la forme d'un stratovolcan s'élevant au cœur de la caldeira en fer-à-cheval du Big Ben et recouvert en grande partie par des glaciers. Il est composé de laves trachy-basaltiques.

## Histoire
La première éruption volcanique observée sur le pic Mawson s'est déroulée de mars à avril 1910. Les périodes éruptives suivantes ont duré du 24 janvier 1950 au 2 mars 1952, du 20 août au 18 novembre 1953, du 13 avril au 13 juin 1954, du 14 janvier 1985 à 1987, du 17 au 18 janvier 1992, du 2 janvier 1993 à une date inconnue, du 7 mars 2000 à février 2001, du 9 juin 2003 au 14 juin 2004 et du 11 mars 2006 au 3 mars 2008, puis à partir du 5 septembre 2012, dont une phase éruptive filmée pour la première fois en février 2016. Toutes ces éruptions ont un indice d'explosivité volcanique compris entre 0 et 2 et la plupart d'entre elles ont été sous-glaciaires et ont produit des coulées de lave et parfois des lacs de lave.
L'expédition australienne qui a visité l'île Heard en 1948 a donné au volcan le nom de l'explorateur australien Douglas Mawson qui a visité l'île en 1929.